# 대한민국 민법 제387조
대한민국 민법 제387조는 이행기와 이행지체에 대한 민법 채권법 조문이다.

## 조문
제387조(이행기와 이행지체) ① 채무이행의 확정한 기한이 있는 경우에는 채무자는 기한이 도래한 때로부터 지체책임이 있다. 채무이행의 불확정한 기한이 있는 경우에는 채무자는 기한이 도래함을 안 때로부터 지체책임이 있다.
②채무이행의 기한이 없는 경우에는 채무자는 이행청구를 받은 때로부터 지체책임이 있다.

Article 387 (Time for Performance and Delay in Performance) (1)　If any specified due date is assigned to the performance of an obligation, the obligor shall be responsible for the delay on and after the time of the arrival of such time limit. If any unspecified due date is assigned to the performance of a claim, the obligor shall be responsible for the delay on and after the time when he/she becomes aware of the arrival of such time limit.
(2)　If no time limit is assigned to the performance of an obligation, the obligor shall be responsible for the delay on and after the time he/she receives the request for performance.

## 비교 조문
일본민법 제412조(이행기와 이행지체) 1. 채무의 이행에 관하여 확정기한이 있을 때에는 채무자는 그 기한이 도래한 때부터 지체의 책임을 진다.
2. 채무의 이행에 관하여 불확정기한이 있을 때에는 채무자는 그 기한이 도래한 것을 안 때부터 지체의 책임을 진다.
3. 채무의 이행에 관하여 기한을 정하지 아니한 때에는 채무자는 이행의 청구를 받은 때부터 지체의 책임을 진다.

## 사례
채무불이행으로서 이행지체의 책임이 성립하려면 우선 이행기가 도래해야 하는데, 부당이득반환채무와 같이 이행기의 정함이 없는 채무의 경우에는 채무가 성립한 순간이 바로 이행기라고 볼 수 있고, 그 이후 채권자로부터 이행청구가 있는 때에 비로소 이행지체의 책임이 발생한다고 할 것이다.

## 같이 보기
- 기한의 이익

## 참고 문헌
- 오현수, 일본민법, 진원사, 2014. ISBN 978-89-6346-345-2
- 오세경, 대법전, 법전출판사, 2014 ISBN 978-89-262-1027-7
- 이준현, LOGOS 민법 조문판례집, 미래가치, 2015. ISBN 979-1-155-02086-9